# Henk de Haan (econoom)
Hendrik (Henk) de Haan (Nijmegen, 8 april 1941) is een Nederlands econoom en voormalig politicus. Hij was van 3 december 1996 tot 30 november 2006 lid van de Tweede Kamerfractie van het CDA.
De Haan is sinds 1973 hoogleraar algemene economie aan de Rijksuniversiteit Groningen met als specialisme internationale betrekkingen. Toen hij in de Tweede Kamer was gekozen werd hij algemeen woordvoerder van zijn fractie op het gebied van financiën en belastingen. Verder hield hij zich onder andere bezig met accountancywetgeving, internationale handelspolitiek en ontwikkelingssamenwerking. De Haan was van 2002 tot 2006 voorzitter van de vaste commissie voor Buitenlandse Zaken. Vanaf april 2006 was hij voorzitter van de vaste commissie voor Economische Zaken.
Henk de Haan diende in 2000 een motie in om Griekenland uit de eurozone te houden. Het lukte hem niet om toenmalig premier Kok, minister Zalm van Financiën en de rest van de Tweede Kamer te overtuigen. De Haan kreeg van Griekse collega-hoogleraren te horen dat van de door de Griekse regering bij de EU ingediende begroting niets klopte, maar hij had geen harde bewijzen dat het land met geflatteerde cijfers kwam.

## Steun voor Iraanse oppositie
In april 2008 kwam De Haan in het nieuws omdat hij voorzitter werd van de Dutch Group Friends of a Free Iran, die de Nationale Raad van Verzet van Iran (NCRI) ondersteunt. De NCRI, waarvan de Iraanse Volksmoedjahedien het grootste deel uitmaakt, is een soort schaduwregering die zegt te werken voor democratie en scheiding van staat en religie in Iran, en wordt geleid door Maryam Rajavi. De Haan zei niet van plan te zijn het voorzitterschap op te geven. Dutch Group Friends of a Free Iran is een afdeling van Friends of a Free Iran dat gesteund wordt door Europarlementsleden en ook vicepresident Alejo Vidal Quadras. Henk de Haan is een pleitbezorger van de Israëlische belangen in de internationale politiek; De Haan keerde zich voorts in mei 2009 fel tegen het voorstel van Mark Rutte (VVD) om Holocaustontkenning niet langer strafbaar te stellen.
- Parlement.com: vg09llpsgcwj